# Malo Trojstvo
Malo Trojstvo is een plaats in de gemeente Veliko Trojstvo in de Kroatische provincie Bjelovar-Bilogora. De plaats telt 178 inwoners (2001).